# オバシギ
オバシギ（尾羽鷸、学名：Calidris tenuirostris）は、チドリ目シギ科に分類される鳥類の一種である。

## 分布
シベリア北東部で繁殖し、冬季はインド、東南アジア、オーストラリアに渡り越冬する。
日本では、旅鳥として春と秋の渡りの時に全国各地で普通に見られる。

## 形態
全長28cm。夏羽は頭部から胸にかけて黒い斑が密にあり、脇にも黒褐色の斑がある。背から上面は黒褐色で白い羽縁があるが、肩羽に赤褐色の斑がある。腰は白い。腹は白く黒斑がある。冬羽では、体上面が灰色っぽくなる。雌雄同色である。嘴は黒く、頭部の長さより長い。

## 生態
非繁殖期には、干潟や河口、海岸、川岸、海岸近くの水田などに生息する。数羽から数十羽の群れで生活している。繁殖期はツンドラや荒れた草原などに生息する。
砂泥地で、貝類や甲殻類、昆虫類などを捕食する。特に貝類を好んで食べる。また、植物の種子を食べることもある。
繁殖期は5月下旬から7月で、苔の生えた地上に営巣し、普通4卵を産む。雌は産卵後暫くすると巣から離れ、それ以降は雄が抱卵、育雛をする。
「ケッケッ」「キュ　キュ」などと鳴く。